# 小行星7282
小行星7282（英語：7282）是一颗围绕太阳公转的小行星。1989年1月29日，上田清二、金田宏在钏路市发现了此天体。
这颗小行星的绝对星等为98.91651609955211等。